# Rockfield Studios
Rockfield Studios és un estudi de gravació als afores del poble de Rockfield, Monmouthshire, Gal·les.

## Història
La família Ward va comprar Amberley Court Farm a Rockfield a principis de la dècada de 1950. Originàriament, un centre de cria de cavalls de Shire, el van dirigir com a granja ramadera, amb 500 porcs i un ramat de vaques de munyir.
Els seus fills Kingsley i Charles es van educar a l'Abergavenny Grammar School. Allà Charles es va endinsar en la música rock and roll d'Elvis Presley, i va començar a tocar una guitarra acústica que va comprar per 5 lliures. El 1960 els germans van formar "un petit grup de rock" i Kingsley va escriure un parell de cançons. Els germans van començar a gravar cançons, utilitzant una platina de cinta prestada a un empresari local. Decidint que havien d'aconseguir un contracte discogràfic, van anar amb cotxe fins a la planta de premsa d'EMI a Middlesex, però van ser redirigits a Manchester Square, Londres, on aquell mateix dia, sense cita, van conèixer el productor George Martin. Martin va decidir no signar-los, i els germans van reconèixer que Martin només va acceptar la reunió perquè tenien una platina de cinta portàtil de bobina a bobina, i els van dir que eren els primers artistes a fer-la servir.

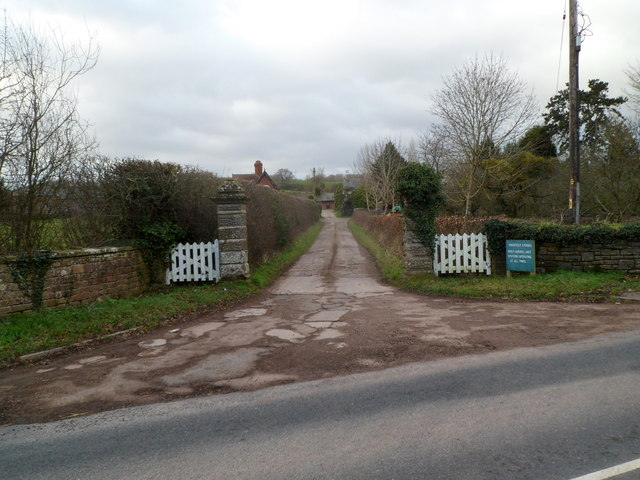
L'entrada als estudis

Els germans van tornar a casa i, l'any 1963, van convertir una masia existent en un estudi d'enregistrament invertint en una platina de 8 pistes i revestint-la amb bosses de pinso per a porcs per crear una insonorització. L'any 1965 es van convertir en el primer estudi residencial del món, creat perquè les bandes poguessin venir i quedar-se al tranquil entorn rural per gravar. Disposant de dos estudis, el Coach House i el Quadrangle, tots dos preparats per a gravacions digitals i analògiques.
El primer gran èxit gravat als estudis va ser "I Hear You Knocking" de Dave Edmunds. A principis de la dècada de 1970, els estudis van ser utilitzats per gravar set àlbums de Budgie, diversos de Hawkwind, un de Hobo, el segon àlbum en solitari de Peter Hammill, Chameleon in the Shadow of the Night el 1973, l'èxit senzill d'Ace "How Long" el 1974, i l'àlbum Sheer Heart Attack de Queen. Queen va treballar per primera vegada en el desenvolupament del seu àlbum A Night at the Opera i la cançó "Bohemian Rhapsody" durant un mes a Ridge Farm Studio durant l'estiu de 1975, després es va traslladar a Rockfield l'agost de 1975 per començar a gravar l'àlbum, que es va convertir en el primer disc de platí de la banda venut als EUA. Motörhead va fer els seus primers enregistraments als estudis l'any 1975 i, breument, van signar amb el segell discogràfic Rockfield. Cyril Jordan dels Flamin' Groovies (que va gravar diverses vegades a Rockfield entre 1972 i 1978) va dir el 2014: "Pensàvem que Rockfield eren els nous estudis de gravació de Sun".
A mesura que la tendència va passar de la música rock dels anys 70 i 80 a la música electrònica dels 90, que tenia un ús molt més gran de la tecnologia i gairebé es podia produir des d'un dormitori, la necessitat d'espai i sistemes de gravació analògics complexos es va reduir. Rockfield també es va enfrontar a més competència, amb moltes de les principals discogràfiques creant els seus propis estudis de gravació residencials, com ara "The Manor" de Virgin. Amb l'empresa Rockfield enfrontant-se a conseqüències financeres nefastes, els germans Ward van decidir dividir la granja, amb Kingsley conservant la meitat de Rockfield, mentre que Charles va reformar una casa pairal semi abandonada al costat oposat de la vall per crear Monnow Valley Studio.
Afrontant dificultats financeres, i amb la seva dona Anne treballant a temps complet com a comptadora, Kingsley va ser abordat per l'amic i productor discogràfic John Leckie per gravar el primer àlbum de la banda de Manchester The Stone Roses. Resident durant 14 mesos per gravar el seu primer i segon àlbum, la banda va salvar econòmicament l'estudi. La residència de la banda va crear l'interès d'altres bandes, donant lloc a sessions d'enregistrament per a altres bandes com Oasis.
Durant un període de 12 mesos entre 1996 i 1997, les sessions de Rockfield van donar lloc a cinc àlbums número u del Regne Unit, d'Oasis, Black Grape, The Charlatans i Boo Radleys.
El juliol del 2020, la BBC Four va emetre el documental Rockfield: The Studio on the Farm, dirigit per Hannah Berryman.

## L'estudi Coach House
L'estudi Coach House es va construir l'any 1968 i es basa en un amplificador de micròfon vintage i equalitzadors. La consola de gravació principal és una Neve 8128 amb processament extern, que inclou amplificadors de micròfon Neve 1060, amplificadors de micròfon Rosser, equalitzadors API 550 i compressors UREI 1176.
Aquesta àrea de gravació en directe va ser dissenyada per a gravacions de bandes amb èmfasi en la separació i l'acústica natural. Consta de la zona d'enregistrament en directe amb un piano de cua Yamaha, una sala de pedra per gravar bateria, una segona sala variable acústicament també per bateria i dues cabines d'aïllament.
Entre els artistes que han enregistrat a Coach House hi ha Oasis, Bullet for My Valentine, Sepultura, Jayce Lewis, Simple Minds i Opeth.

## L'estudi Quadrangle
L'estudi Quadrangle es va construir l'any 1973 i és més conegut per l'enregistrament de "Bohemian Rhapsody" de Queen. La consola de gravació principal és una consola de mescles en línia de la sèrie MCI 500 amb fora borda que inclou amplificadors de micròfon Neve 1061, amplificadors de micròfon Rosser, equalitzadors API 550 i compressors Urei 1176.
Aquesta zona en directe de l'estudi quadrangle va ser dissenyada per gravar bandes en directe. Consta de la zona d'enregistrament en directe amb el seu piano de cua Bösendorfer, dues grans sales d'acústica variable per bateria i tres cabines d'aïllament juntament amb la seva sala de control central de 6m x 7m.
Els artistes que han gravat a Quadrangle inclouen Manic Street Preachers, Robert Plant i Coldplay.
| «              | (anglès) Rockfield (Studios) was an absolute dream because it was pastoral, funny and had a fantastic musical history... I moved here and became one of these dismal, happy, sad, failed musicians that other people cross the street to avoid... I really enjoyed my being in this Rockfield environment. I had lived in this goldfish bowl in Led Zeppelin. | (català) Rockfield (Studios) era un somni absolut perquè era pastoral, divertit i tenia una història musical fantàstica... Em vaig mudar aquí i em vaig convertir en un d'aquests músics tristos, feliços, tristos, fracassats que altres persones creuen el carrer per evitar... Em va agradar molt estar en aquest entorn de Rockfield. Havia viscut en aquest peix daurat a Led Zeppelin. | » |
| — Robert Plant | | |   |

## Llista d'artistes

### Dècada de 1960
- Amen Corner
- Doc Thomas Band (Mott the Hoople)[9]
- The Interns
- Love Sculpture

### Dècada de 1970
- Ace
- Alquin
- Joan Armatrading
- Be-Bop Deluxe
- Bintangs
- Black Sabbath
- Blonde on Blonde
- Arthur Brown
- Budgie
- Rocky Burnette
- Carlene Carter
- City Boy
- Dave Edmunds
- Dr. Feelgood
- Flamin' Groovies
- Foghat
- Peter Hammill[10]
- Roy Harper
- Hawkwind
- Help Yourself
- Andy Irvine and Paul Brady
- Judas Priest
- Lone Star
- Man
- Motörhead[9]
- Graham Parker & The Rumour
- Mike Oldfield
- Prelude
- Queen[11]
- Radio Birdman
- Rush
- Shakin' Stevens and the Sunsets
- Del Shannon
- Gary Shearston
- Edwin Starr
- Tyla Gang
- Van der Graaf Generator[12]

### Dècada de 1980
- Adam and the Ants
- Age of Chance
- Bad Manners
- Alain Bashung
- Bauhaus
- Christian Death
- Clannad
- Tom Cochrane
- Conflict
- Cry Before Dawn
- The Cult
- The Damned
- Di'Anno
- Echo & the Bunnymen
- Edie Brickell & New Bohemians
- Fields of the Nephilim
- Ian Gillan
- Human Drama
- The Icicle Works
- King Kurt
- The Mighty Lemon Drops
- Monsoon
- Modern English
- The Mood
- Joey Parratt
- Robert Plant[8]
- Iggy Pop
- Simple Minds[9]
- Skids
- Smashed Gladys
- The Stone Roses
- The Stranglers
- The Teardrop Explodes
- That Petrol Emotion
- Thrashing Doves
- T'Pau[9]
- The Undertones
- The Waterboys
- Danny Wilde
- The Wonder Stuff

### Dècada de 1990
- 60 Ft. Dolls
- Ash
- Aztec Camera[9]
- The Beta Band
- Big Country
- Black Grape[11]
- Black Sabbath
- The Bluetones
- The Boo Radleys[11]
- Carcass
- Cast
- The Charlatans[11]
- Coldplay
- Del Amitri
- EMF
- Energy Orchard
- Gay Dad
- Gene
- Herbert Grönemeyer
- Headswim
- HIM
- Hot House Flowers
- Kerbdog
- Julian Lennon[11]
- Annie Lennox
- Lush[13]
- Manic Street Preachers
- Menswear
- Midget
- Monk & Canatella
- The Mutton Birds
- Ned's Atomic Dustbin
- Northside
- Oasis[11]
- Paradise Lost
- The Pogues
- Sepultura
- Stereophonics
- The Stone Roses[3]
- Super Furry Animals
- Symposium
- Teenage Fanclub
- Toploader
- The Wedding Present
- Paul Weller
- Witness
- XTC

### Anys 2000
- Badly Drawn Boy
- Band of Skulls
- The Beta Band
- Bullet for My Valentine
- Catatonia
- The Coral
- The Darkness
- Delays
- Delphic
- The Enemy
- Funeral for a Friend
- Gyroscope
- Heaven & Hell
- In Case of Fire
- Kasabian
- Nigel Kennedy
- M83
- Manic Street Preachers
- George Michael
- Morning Runner
- New Order
- Paolo Nutini
- Ocean Colour Scene
- Oceansize
- The Proclaimers[9]
- Simple Minds
- Starsailor
- Joe Strummer
- Suede
- Super Furry Animals[11]
- Supergrass[11]
- KT Tunstall
- Violent Soho
- The Wombats

### Anys 2010
- Bear's Den
- Bellowhead
- Emma Blackery
- Broken Hands
- Chinaski
- The Darkness
- Dinosaur Pile-Up
- Frightened Rabbit
- Frost*
- Gun
- Gwyneth Herbert
- Idles (band)
- J.Fla
- Kasabian
- Jayce Lewis
- Lower Than Atlantis
- The Maccabees
- Maxïmo Park
- Merrymouth
- Ben Montague
- Nada Surf
- Ocean Colour Scene
- Opeth
- Phantom Limb
- Pixies
- Palma Violets
- The Proclaimers
- Roving Crows
- Royal Blood
- Savage Messiah
- The Sherlocks
- Skinny Lister
- The Strypes
- Turbowolf
- Turin Brakes
- The Treatment
- Shame